# Avelino Cachafeiro
Avelino Cachafeiro Bugalho, (Soutelo de Montes, Pontevedra, 26 de maio de 1899 - 13 de abril de 1972), conhecido como o Gaiteiro de Soutelo, foi um gaiteiro galego.

## Biografia
De família de afamados gaiteiros da comarca de Terra de Montes, aprendeu do avô João e treinava tocando pelas carvalheiras enquanto cuidava o gado. Assim que o pai, o Firmino, reparou no talento do filho, ofereceu-lhe as suas próprias gaitas-de-foles, dedicando-se ele, daí para a frente, apenas ao bombo.
Ao início da década de 1920 formou o grupo Os Gaiteiros de Soutelo com os seus irmãos Castor (gaita-de-foles) e Baptista (voz e caixa), o pai Firmino (bombo) e, por vezes, a sua tia Andreia, que tocava adufe. Eram mais do que gaiteiros: nas suas atuações havia baile, faziam brincadeiras e sabiam animar as festas como ninguém. Por isso logo se tornaram conhecidos em toda a comarca; e mais Avelino, que era a alma do grupo: diretor, compositor e mesmo símbolo.
Em 1922 entrou no coro da Sociedade Artística de Pontevedra e continuou a  aperfeiçoar-se no domínio da gaita-de-foles. Com apenas 25 anos foi proclamado o melhor gaiteiro da Galiza em um concurso celebrado em Santiago de Compostela, em que também participavam, na categoria literária, vários dos mais ilustres intelectuais galegos do momento (Risco, Otero Pedrayo...). Foi em esse evento que conheceu Castelao, quem lhe fez uma famosa caricatura e quem anos depois lhe proporia um projeto de cátedra de gaita-de-foles na universidade, projeto frustrado pelo deflagrar da Guerra Civil Espanhola.
Desde então, em parte pelos elogiosos escritos que lhe dedicaram os membros da geração Nós, tornou-se uma lenda viva e Os Gaiteiros de Soutelo verdadeiras estrelas. 
Em 1928 gravaram seis discos para a companhia Regal, com peças tão conhecidas como a mítica Moinheira de Chantada. Apesar do seu elevado cachê, tocavam sem descanso: percorreram toda a Galiza e várias cidades espanholas, bem como da Argentina (onde tocam no mítico Teatro Avenida durante um mês), o Uruguai e o Brasil.
De volta à Galiza, o destino muda. Em 1928 morrera o Firmino e em 1933 faleceu o Baptista. O grupo recompôs-se, mas a Guerra Civil Espanhola acabou de vez com ele. O levantamento surpreendeu-os tocando em Barcelona, território republicano, enquanto a Galiza ficava em poder dos “nacionais”. Foram levados a Madrid pela Cultural Obreira para animar as tropas que lutavam lá e iniciaram viagem a Berlim para tocar nos Jogos Olímpicos, mas no caminho decidiram voltar para casa. Assim acabou o grupo.
A estas circunstâncias políticas há que adicionar as pessoais (doença da sua mulher, Josefa, com quem casara em 1929; morte do seu único filho recém-nascido), que fizeram com que já não quisesse tocar mais, nem em público nem em privado, acrescentando ainda mais a sua lenda.
Nos últimos anos da sua vida dedicou-se à poesia, à pintura e à atividade empresarial (um salão de festas e uma bomba de gasolina). O seu livro de poemas Voando coas asas da vida (1969) foi prologado por Otero Pedrayo.
Hoje é possível ouvir Avelino Cachafeiro porque a editora discográfica galega Ouvirmos recuperou e editou um disco de Os Gaiteiros de Soutelo.
Em 20 de agosto de 2011, foi homenageado com a inauguração de uma estátua de granito, esculpida por Marcos Escudero, no auditório de Soutelo.